# Zakaleń
Zakaleń – część wsi Zabiele w Polsce, położona w województwie podlaskim, w powiecie kolneńskim, w gminie Kolno.
Stanowi samodzielne sołectwo.
W latach 1975–1998 Zakaleń należał administracyjnie do województwa łomżyńskiego.
W użyciu również wariant nazewniczy Zabiele-Zakaleń.
Wierni kościoła rzymskokatolickiego należą do parafii św. Jana Ewangelisty w Zabielu.